# 1920-ті

## Події
- 1921—1923 — президенство в США Воррена Гардінга.
- 1921—1923 — Голодомор в Україні.
- 2 березня 1923 — У США вийшов друком перший номер журналу «Time» — 32-сторінкове видання було першим американським тижневиком новин.
- 29 жовтня 1923 — Заснування республіки Туреччини.

## Померли
- 9 лютого 1923 року — Голик-Залізняк Мефодій Фокович, військовий діяч часів УНР, хорунжий Армії УНР, повстанський отаман Холодного Яру.
- 9 лютого 1923 року — Гупало Денис Мусійович, військовий діяч часів УНР, Отаман Чорного Лісу.